# Styraconyx paulae
Styraconyx paulae är en djurart som tillhör fylumet trögkrypare, och som beskrevs av Robotti 1971. Styraconyx paulae ingår i släktet Styraconyx och familjen Halechiniscidae. Inga underarter finns listade i Catalogue of Life.